# ハイマン・シュタインタール

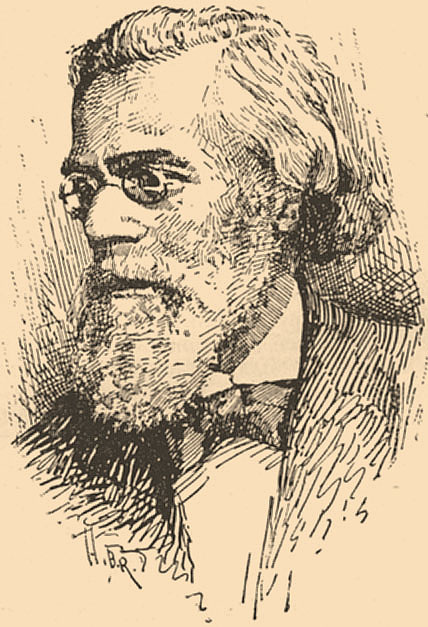
ハイマン・シュタインタール

ヘルマン・ハイマン・シュタインタール（Hermann Heymann Steinthal, 1823年5月16日 - 1899年3月14日）は、ドイツの言語学者。プロイセン王国ザクセン州（現ザクセン・アンハルト州）グレープツィヒ生まれ。
シュタインタールは、フンボルトを継いで1850年からベルリン大学の教職に就き、言語哲学的な研究を行なった。心理学的な方法を言語研究に導入し、諸言語を構造的タイプによって分類した。これは、ヴィルヘルム・ヴント、義弟のモーリツ・ラーツァルスと共に「民族心理学」を創始したといわれ、社会心理学の先駆となった。この学問によって主張される「民族魂」は、ヘルマン・コーエンによって「得体の知れないもの」として批判された。
シュタインタールは、ドイツ・ユダヤ人内部では、ヘルマン・コーエン、アーブラハム・ガイガー、イスラエル・レーヴィ、ダーヴィト・カッセルと共にユダヤ教学の確立に加わり、1869年のユダヤ教学高等学院の創設に参加した。
ベルリンにて没。